# Jan Nepomucen Piotr Kaszewski

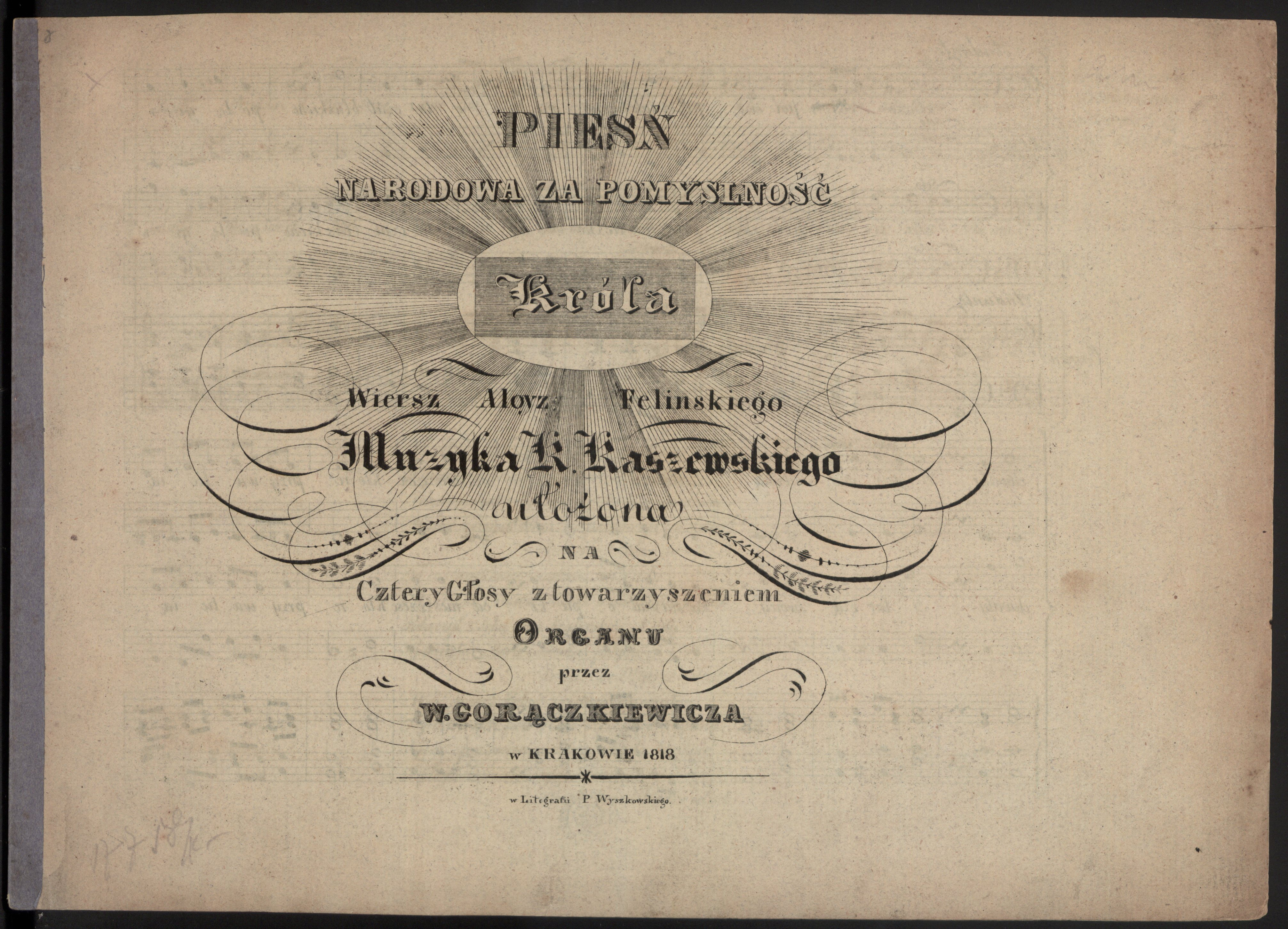
Okładka pierwszego wydania hymnu „Boże coś Polskę” (1818)

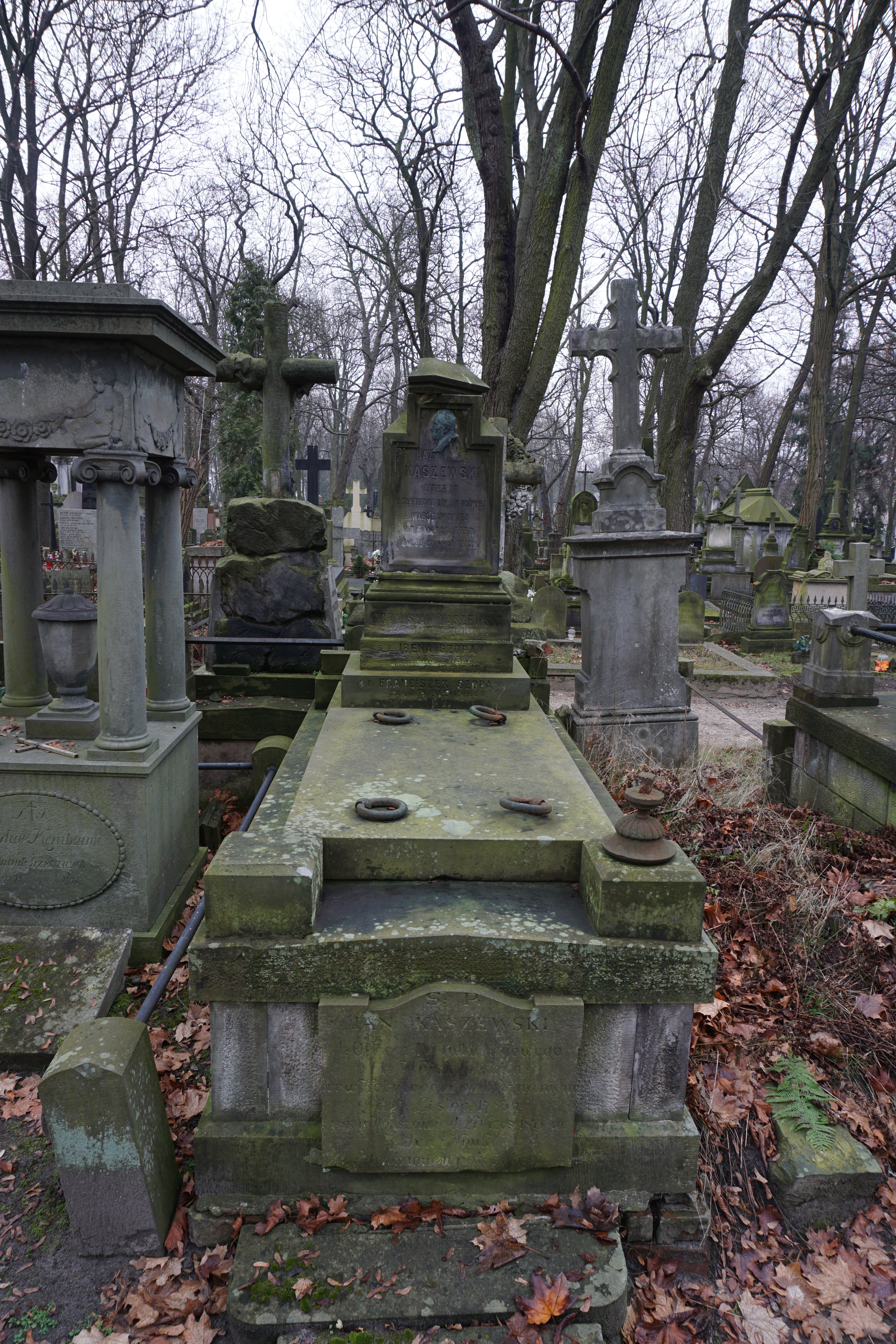
Grób Jana Nepomucena Piotra Kaszewskiego na cmentarzu Powązkowskim

Jan Nepomucen Piotr Kaszewski (ur. 27 listopada 1783 we wsi Kobylepole pod Poznaniem, zm. 24 września 1845 w Warszawie) – uczestnik kampanii napoleońskiej i powstania listopadowego, major w 4 Pułku Piechoty Liniowej, wirtuoz skrzypiec, kompozytor.

## Zarys biografii
Ukończył gimnazjum w Trzemesznie. Jednocześnie z nauką w szkole doskonalił umiejętność gry na skrzypcach. Od 1802 roku był skrzypkiem w orkiestrze działającej przy Katedrze gnieźnieńskiej. Opanował również grę na fortepianie, flecie i gitarze. Przez jakiś czas służył w 14 Pułku Kirasjerów płk. Stanisława Małachowskiego. W 1811 roku zaciągnął się do 15 Pułku Piechoty i w jego szeregach odbył kampanię 1812 roku. Uczestniczył w bitwach pod Smoleńskiem, Możajskiem, Czerykowem (tu 29 września został ranny), Tarutinem, Wiaźmą i Berezyną. W kolejnym roku walczył pod Lipskiem (już jako podporucznik, awansowany w 1813), a następnie brał udział w kampanii francuskiej 1814 roku. W 1815 roku, po powrocie do kraju, zaciągnął się do 4 Pułku Piechoty Liniowej. 8 kwietnia 1820 roku awansowany na porucznika, a 1 lutego 1830 na kapitana. Co najmniej od 1817 roku należał do masonerii. W 1819 był jednym z 33. członków Loży Göttin von Eleusis. Brał udział w powstaniu listopadowym. Po bitwie pod Grochowem został awansowany na majora. Przez kilka lat po upadku powstania przebywał w Prusach. Na wieść o amnestii dla powstańców wrócił do Królestwa, lecz nie uniknął postępowania sądowego i kary za „występowania zbrojnie przeciwko prawowitemu monarsze”. Pozbawiono go możliwości służby publicznej. Jedynym źródłem utrzymania były lekcje muzyki. Zmarł w Warszawie w wieku 62 lat. Został pochowany na Starych Powązkach kwatera 34 rząd 2 grób 16.

## Twórczość kompozytorska
Był autorem pierwotnej wersji melodii do hymnu Alojzego Felińskiego „Boże, coś Polskę” (1816), na której Fryderyk Chopin oparł swoje Largo Es-dur. Komponował pieśni, msze i utwory na orkiestrę wojskową (marsze, polonezy). Te ostatnie grywała orkiestra 4 Pułku Piechoty w czasie rewii wojskowych na Placu Saskim. Orkiestra była powierzona specjalnej opiece Kaszewskiego. Nieliczne jego dzieła zachowały się do naszych czasów. W zbiorze pt. „Ośm śpiewek polskich z przygrywaniem klawikordu, wiersz Stanisława Okraszewskiego...” (Warszawa 1817), wydano cztery pieśni z muzyką Jana Nepomucena Kaszewskiego: Róża biała, I to minie, Pieśń Hafiza i Kupid zbłąkany. Melodie do dwóch innych pieśni z tego zbioru skomponował Walenty Kratzer, a po jednej Karol Kurpiński i Zofia z Czartoryskich Zamoyska.

## Rodzina
Był synem szlachcica Jana Kaszewskiego i Agnieszki z Murkowskich. Seweryn hr. Uruski, a za nim wszyscy kolejni autorzy, podają, że matką Jana Nepomucena była Agnieszka z Lemańskich. Informacja ta nie jest zgodna z zapisami metrykalnymi. Z rodziny Lemańskich pochodziła babka Jana Nepomucena – Rozalia, żona Macieja Murkowskiego. Ich córką była Agnieszka, która w 1775 roku wyszła za Jana Kaszewskiego. Pobrali się w Buku i tam urodziło się troje najstarszych dzieci. Jan Nepomucen i młodsza od niego Justyna, urodzili się we wsi Kobylepole pod Poznaniem.
Jan Nepomucen Kaszewski ożenił się z Teofilą z Iwańskich (1800–1838). Ich synem był Kazimierz Jan (1825–1910), krytyk literacki, tłumacz, dramaturg i publicysta.